# Hôtel Chambellan
L'hôtel Chambellan est un hôtel particulier gothique flamboyant de Dijon, situé 34, 36 rue des Forges, dans son secteur sauvegardé.

## Histoire
L'hôtel bénéficie d'un double classement au titre des monuments historiques : l'hôtel depuis 1913 et la chapelle en 1917.
Henri Chambellan, riche drapier de Dijon, vicomte-majeur de Dijon de 1490 à 1493, puis conseiller à la chambre des comptes, a transformé l'ancienne demeure en une résidence luxueuse.

## Architecture
On accède à l'hôtel par une porte située à droite de l'immeuble 34-36 rue des Forges, dont la façade a été construite au XIXe siècle. Cette porte donne dans un long couloir à l'extrémité duquel on débouche dans la cour intérieure de l'hôtel Chambellan. À droite, une aile en pierre de taille, percée de fenêtres à meneaux de style gothique flamboyant, comporte au niveau de la toiture une haute lucarne en pierre qui forme deux étages en coupant la gouttière du toit. À l'extrémité de ce bâtiment, une tour abrite un escalier à vis, ajouré ; elle se termine par une terrasse entourée d'un garde-corps. À l'intérieur, l'escalier de pierre est couvert à son sommet par des voûtes d'ogives dont les liernes et les tiercerons semblent jaillir de la hotte qu'un homme sculpté porte sur l'épaule ; ce personnage est appelé à Dijon « le jardinier ».
A gauche de la tour d'escalier s'étend une galerie de bois à deux niveaux, elle aussi gothique flamboyant.
L'hôtel a appartenu à la ville de Dijon de 1913 à 2008, année où la municipalité Rebsamen le vend à un propriétaire privé, Philippe Bernard, également acquéreur de nombreux éléments du patrimoine historique dijonnais comme la Maison des Cariatides, la Maison Millière ou de nombreux autres immeubles historiques. Il reste ensuite fermé au public (hormis lors des journées du patrimoine) jusqu’en 2018, année où il fait l’objet d’une réfection et de l’installation d’un commerce.

## Galerie

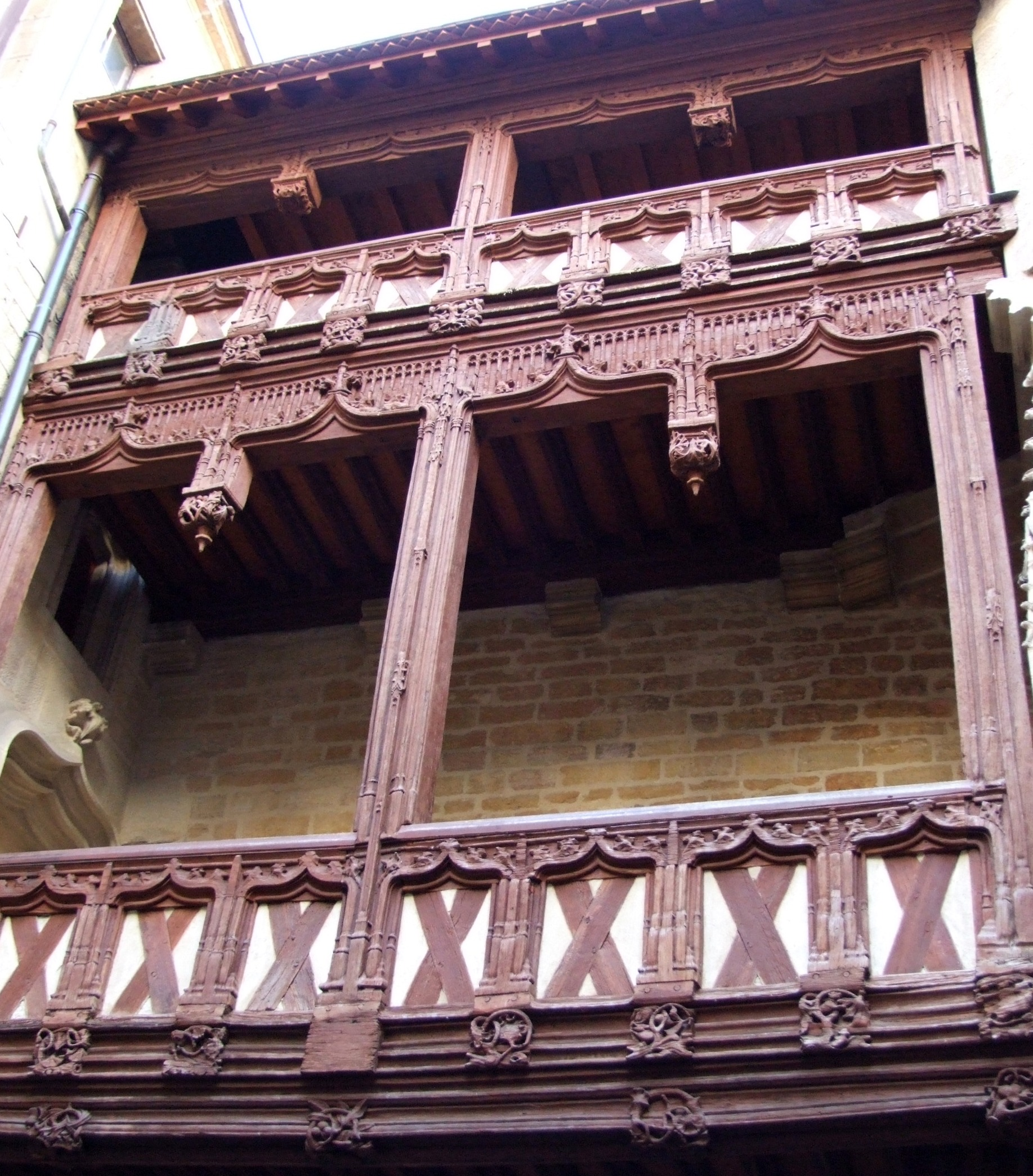
Galerie de l'hôtel Chambellan
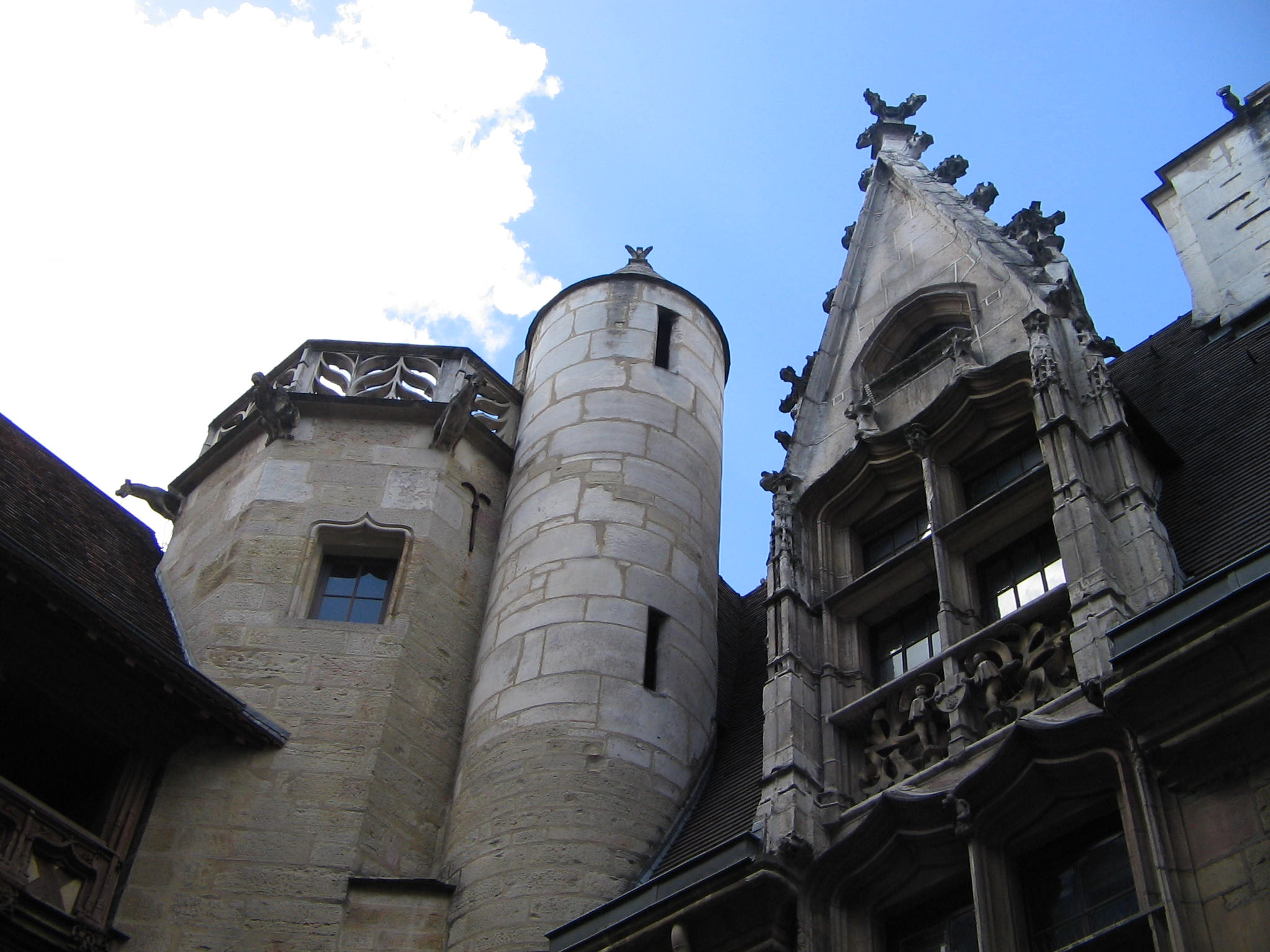
Tourelle d'escalier et lucarne
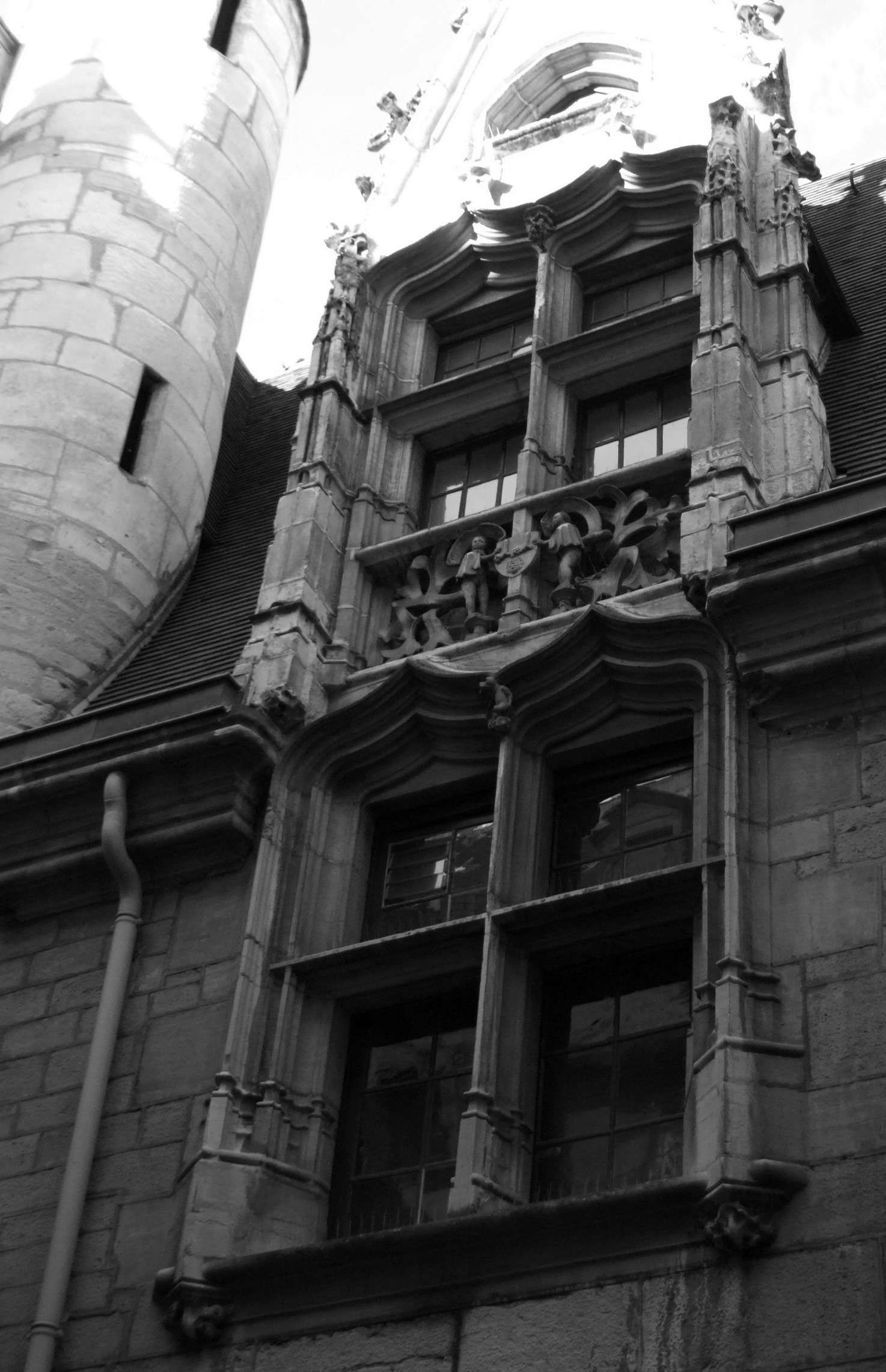
Lucarne
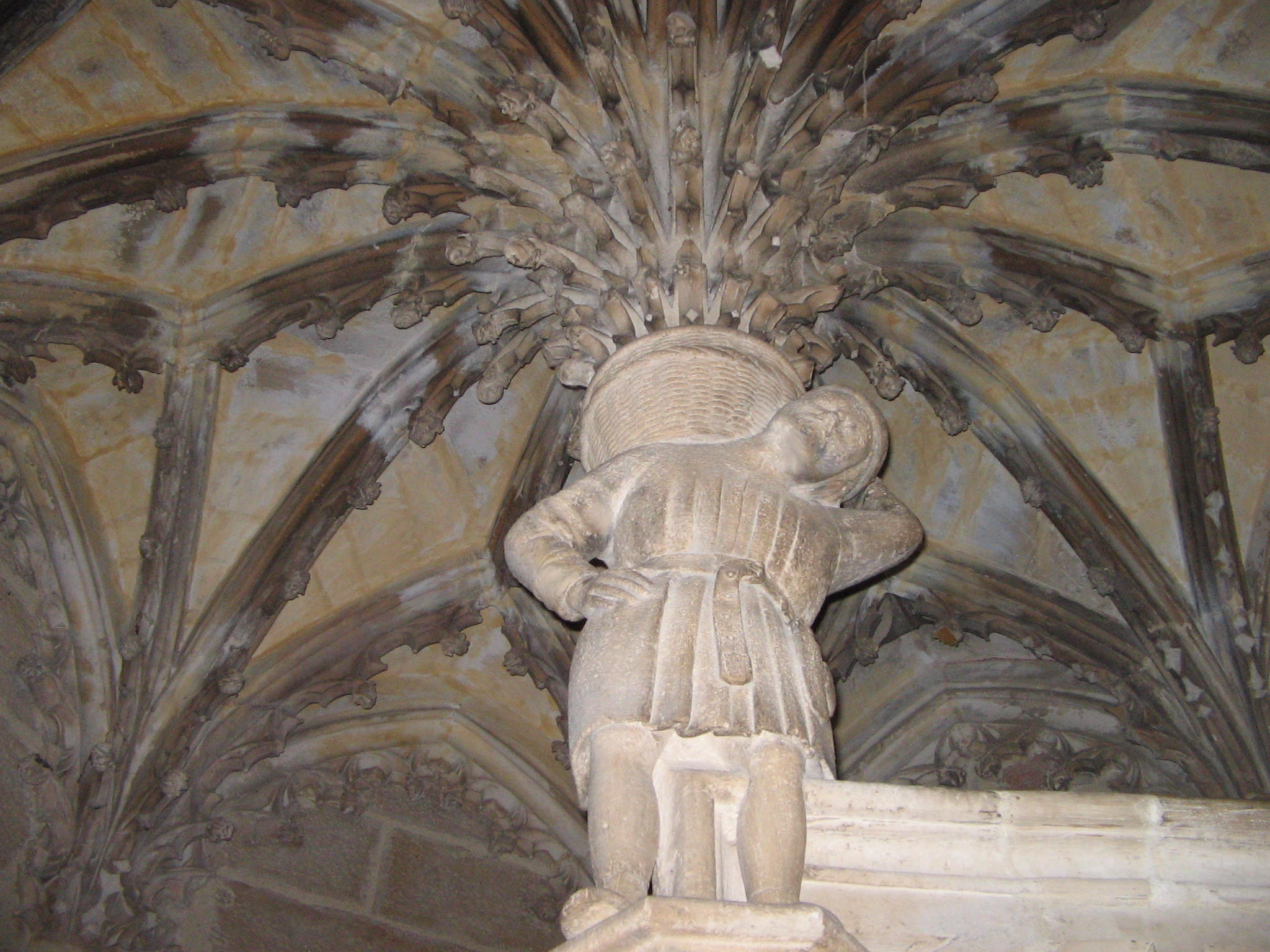
Chapiteau en haut de l'escalier extérieur.
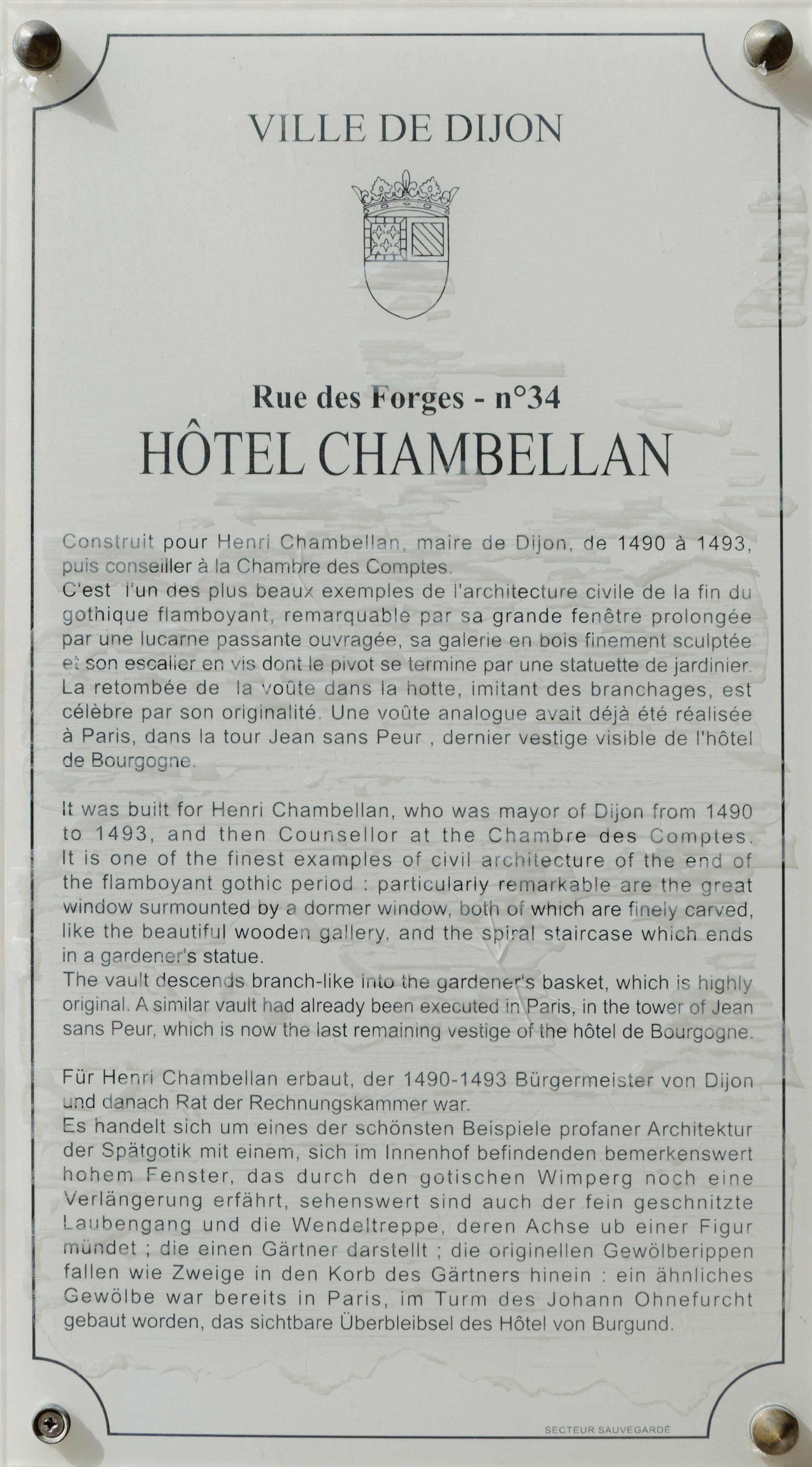
Plaque d'information trilingue (français, anglais, allemand)